# Wierchy (Grupa Żurawnicy)
Wierchy (584 m n.p.m.) – wzniesienie w Grupie Żurawnicy, która w regionalizacji fizycznogeograficznej Polski według Jerzego Kondrackiego zaliczana jest do Beskidu Małego, w nowszej regionalizacji z 2018 roku do Pasm Pewelsko-Krzeszowskich.
Wierchy są w większości porośnięte lasem, ale są na nich polany. Na lotniczej mapie Geoportalu widać, że dawniej były znacznie bardziej bezleśne, duża część ich stoków jest w trakcie zarastania lasem. Znajdują się w granicach wsi Kuków w województwie małopolskim, w powiecie suskim, w gminie Stryszawa. U ich wschodnich podnóży znajdują się należące do tej wsi osiedla Górki i Gracjaszówka. Stoki wschodnie opadają do potoku Rzeczka.
Nazwa Wierchy używana jest przez miejscową ludność i zatwierdzona przez Komisję Nazewnictwa Geograficznego. W istocie jest to kilka szczytów pomiędzy Górą Sołową i Górą Pietyrową. Aleksy Siemionow zalicza je do Czeretników, czyli Pasma Pewelskiego, na mapie Compassu należą do Grupy Żurawnicy (z wysokością 580 m), podobnie w przewodniku „Beskid Mały”.